# Huisdierenverzekering
Een huisdierenverzekering is een verzekering die de kosten van een medische behandeling, hulpmiddelen of andere voorzieningen op grond van een medische noodzaak vergoedt bij huisdieren.
De eerste huisdierenverzekering werd afgesloten in 1924 in Zweden. 

## Nederland
In Nederland begonnen rond 1998 grote verzekeringsmaatschappijen als de SNS en de OHRA met het aanbieden van huisdierenverzekeringen in Nederland.
Anno 2013 is het in Nederland mogelijk een huisdierenverzekering af te sluiten voor honden, katten, konijnen en papegaaien. Het is niet verplicht.